# Color Line

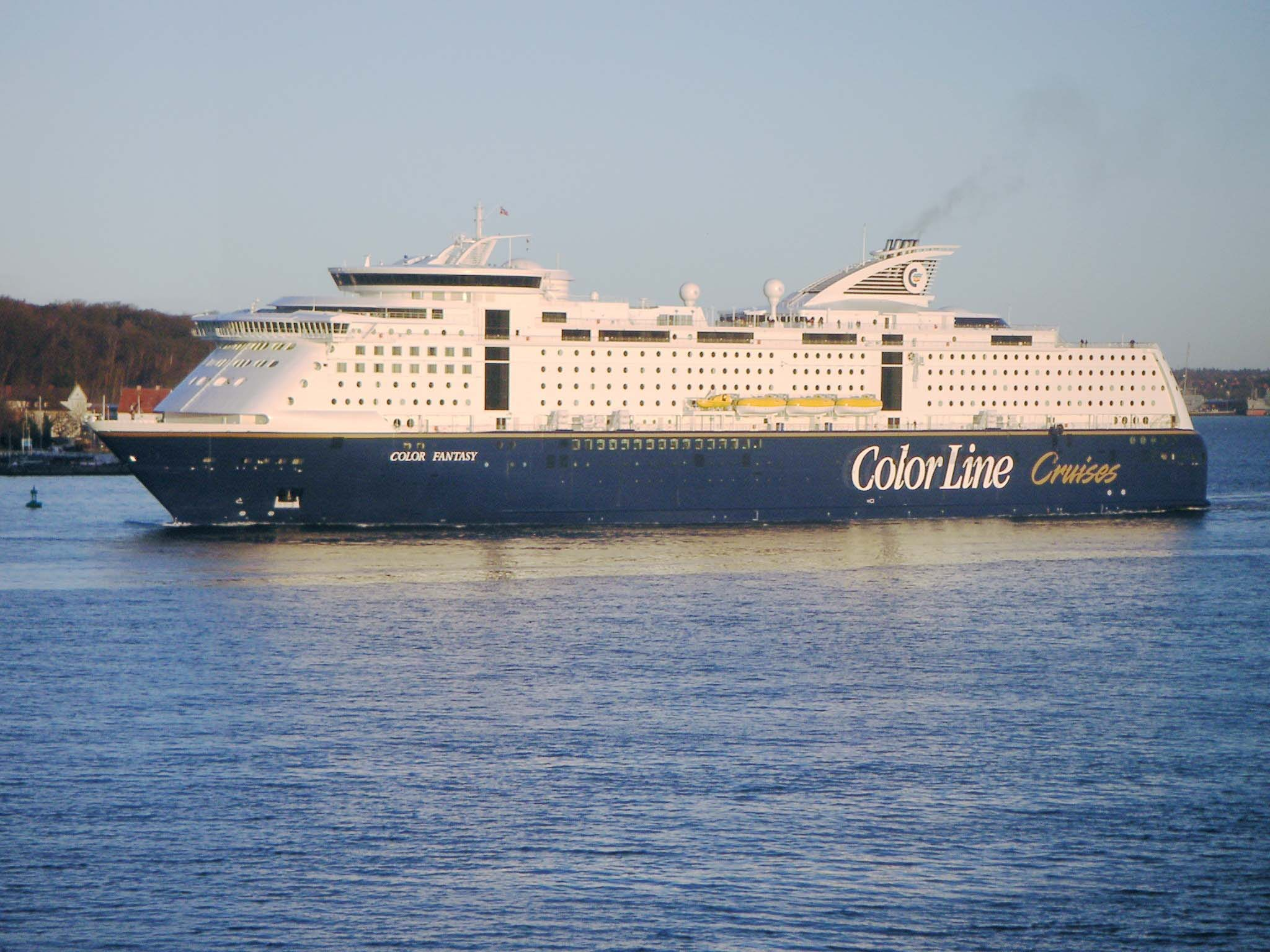
MS Color Fantasy

Color Line is een grote Noorse cruiseferry-maatschappij met veerbootverbindingen tussen diverse plaatsen in Noorwegen, Zweden, Denemarken en Duitsland.
Color Line heeft haar hoofdkantoor in Oslo en andere kantoren in Kristiansand, Sandefjord, Larvik, Kiel, Hirtshals en Strömstad.

## Schepen en routes
| Schip            | Bouwjaar | Service | Route                               | Tonnage   | Noot                                                               |
| ---------------- | -------- | ------- | ----------------------------------- | --------- | ------------------------------------------------------------------ |
| MS Bohus         | 1971     | 1994    | Sandefjord - Strömstad              | 8772 BRT  | ex-Prisessan Desireé, Europafärjan, Europafärjan II, Lion Princess |
| MS Color Fantasy | 2004     | 2004    | Oslo - Kiel                         | 75027 BRT |                                                                    |
| MS Color Magic   | 2007     | 2007    | Oslo - Kiel                         | 75100 BRT |                                                                    |
| MS Color Viking  | 1985     | 2000    | Sandefjord - Strömstad              | 19763 BRT | ex-Peder Paars, Stena Invicta                                      |
| M/F Superspeed 1 | 2008     | 2008    | Kristiansand - (Larvik) - Hirtshals | 33500 BRT | Kruissnelheid 28 knopen                                            |
| M/F Superspeed 2 | 2008     | 2008    | Kristiansand - (Larvik) - Hirtshals | 33500 BRT | Kruissnelheid 28 knopen                                            |